# Terbium(III)-bromid
Terbium(III)-bromid ist eine anorganische chemische Verbindung des Terbiums aus der Gruppe der Bromide.

## Eigenschaften
Terbium(III)-bromid ist ein weißer Feststoff mit hexagonalen Kristallen, der löslich in Wasser ist. Er kristallisiert in einer Bismut(III)-iodid-Kristallstruktur.